# ديلفن بينهيرو فريديريكو
ديلفن بينهيرو فريديريكو (بالهولندية: Delvin Pinheiro Frederico)‏ هو لاعب كرة قدم هولندي في مركز الدفاع، ولد في 26 سبتمبر 1995 في روتردام في هولندا. لعب مع سبارتا روتردام.

## وصلات خارجية
- ديلفن بينهيرو فريديريكو على موقع قاعدة بيانات كرة القدم.إي يو (الإنجليزية)
- ديلفن بينهيرو فريديريكو على موقع Soccerway.com (الإنجليزية)